# 蛇喩経
『蛇喩経』（じゃゆきょう、巴: Alagaddūpama-sutta, アラガッドゥーパマ・スッタ）とは、パーリ仏典経蔵中部に収録されている第22経。
類似の伝統漢訳経典としては、『中阿含経』（大正蔵26）の第200経「阿梨吒経」がある。
釈迦が、比丘アリッタ及び他の比丘たちに、持戒の重要性について説いていく。

## 日本語訳
- 『南伝大蔵経・経蔵・中部経典1』（第9巻） 大蔵出版
- 『パーリ仏典 中部（マッジマニカーヤ）根本五十経篇I』 片山一良訳 大蔵出版
- 『原始仏典 中部経典1』（第4巻） 中村元監修 春秋社